# 克雷斯蒂监狱
克雷斯蒂监狱（俄语：Кресты，意为“十字”）是俄罗斯圣彼得堡的一所监狱，位于市中心以东涅瓦河畔的复活滨河路，及车尔尼雪夫斯基大道，包括两座十字形建筑建筑（因此得名）和东正教圣亚历山大·涅夫斯基教堂。该监狱有960间牢房，最初为1150名囚犯设计。 在建造一个现代化的监狱设施（也以十字架的形式）之后，计划关闭。
克雷斯蒂监狱前，1995年4月28日建起了政治压迫受害者纪念碑。